# Vojenský hřbitov (Lada v Podještědí)
Vojenský hřbitov v Ladech v Podještědí (Ukrajinský hřbitov na Ladech), části města Jablonného v Podještědí na Liberecku se nachází u čp. 24 na okraji lesa asi 400 metrů východně od osady Lada. Má rozlohu 2524 m² a je chráněn jako nemovitá Kulturní památka České republiky.

## Historie
Hřbitov byl založen jako pravoslavný na začátku 1. světové války v prosinci 1914 a sloužil nedalekému zajateckému táboru. Internovaných vojáků různých národností zde zemřelo pro špatné podmínky, zranění a nemoci přes sto, vojáků z Ukrajinské brigády zde zemřelo kvůli tyfové nákaze i dalších příčin přes dvacet.
Hroby na hřbitově byly podle vyznání označeny latinským nebo pravoslavným křížem. Na všech byla upevněna plechová tabulka se jménem. Mohyla z kamenů zde vznikla na památku pohřbeným Židům.
Ruským válečným zajatcům byl roku 1918 postaven uprostřed hřbitova pomník. Ukrajinští vojáci zde roku 1921 před svým odchodem vybudovali žulový památník s postavou ukrajinského pěvce s kobzou, na kterém jsou vytesány verše národního básníka Tarase Ševčenka (1814-1861): "Sláva se nevytratí, světem půjde ve zkazkách a vyprávět se bude všude, co se přihodilo, kde je pravda a kde bezpráví, a jakými dětmi své doby jsme vlastně byli."

### Po roce 1945
Hřbitov nebyl udržován a chátral. Původní kříže byly zničeny nebo ztraceny a hroby zarostly náletem.

### Po roce 1989
Na podzim roku 2008 byl hřbitov vyčištěn a upraven, hroby byly znovu opatřeny kříži a celý hřbitov byl ohrazen dřevěným plotem. Na revitalizaci se finančně podílelo Ministerstvo obrany ČR.

## Zajatecký tábor
Zajatecký tábor se začal stavět 2. listopadu 1914 severně od nádraží v Jablonném na tamních polích.
Bylo zde ubytováno přibližně 4000 zajatců, převážně Rusů, do konce roku stoupl jejich počet na 4800. Roku 1915 sem přicházeli kromě Rusů také Francouzi, Srbové, Italové a Angličané, v červnu jejich počet stoupl na 12 tisíc mužů. Zajatci pracovali převážně v zemědělství nebo v lese.
Po uzavření Brestlitevského míru 4. března 1918 byli zajatí vojáci vyměněni za rakouské vojáky v ruském zajetí, směli se volně pohybovat po městě a po 28. říjnu 1918 se postupně vraceli domů.
Špitál pro rakouské vojáky byl v táboře zřízen koncem roku 1917. Po jeho rozšíření v červnu 1918 zde bylo ošetřeno přibližně 600 vojáků. 25. června 1918 sem dorazil jeden z posledních transportů raněných a nemocných z italského bojiště u Tridentu. Po vyprázdnění tábora zabral špitál postupně deset baráků, koncem roku 1918 byl zrušen.
30. května 1919 bylo do tábora přesunuto 4700 vojáků a důstojníků z Ukrajinské brigády, která ustupovala na československé území před obklíčením Poláky v haličské oblasti. V Československu byli vojáci odzbrojeni a internováni v táborech v Josefově a v Jablonném a měli jako hosté volnost pohybu. Někteří z nich byli nemocní tyfem, ale rozšíření nemoci se podařilo zastavit - zemřelo jen pět mužů. Počet internovaných se postupně zvýšil na 6000 osob. V říjnu 1921 byli všichni přemístěni do pevnosti v Josefově, poté byl tábor zrušen, baráky rozebrány a dřevo prodáno.

## Galerie

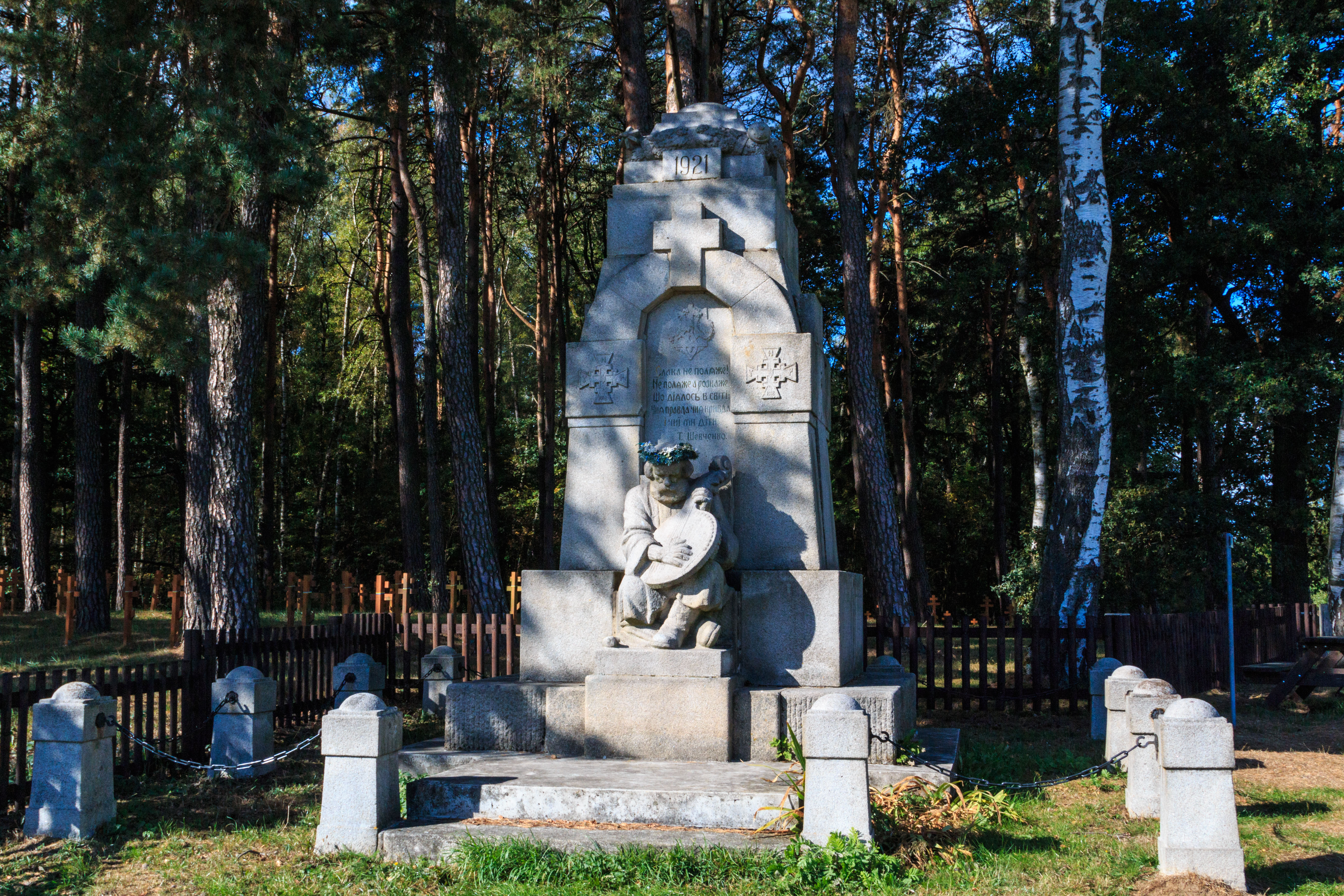
Vojenský hřbitov (Lada v Podještědí)
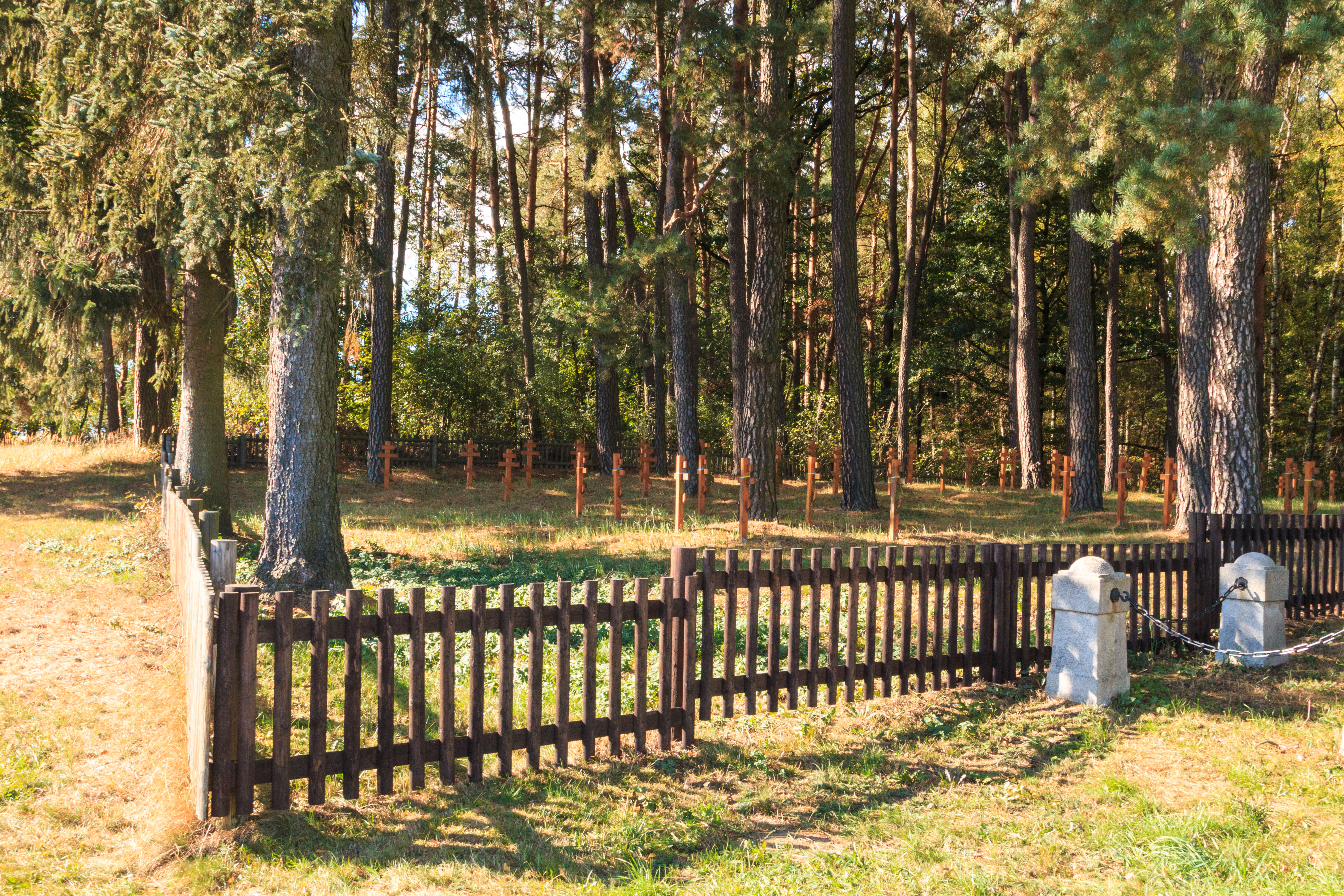
Vojenský hřbitov (Lada v Podještědí)
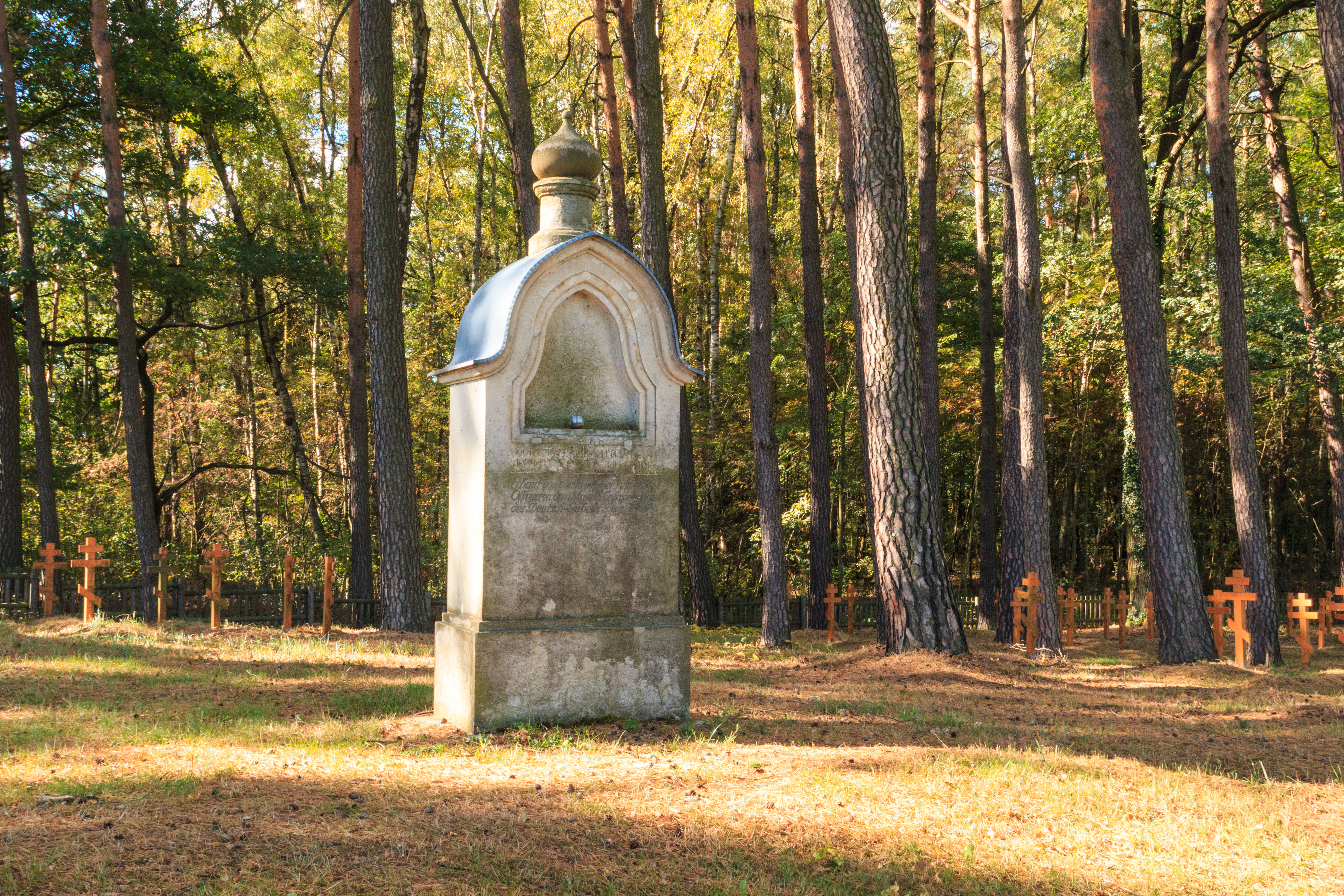
Vojenský hřbitov (Lada v Podještědí)
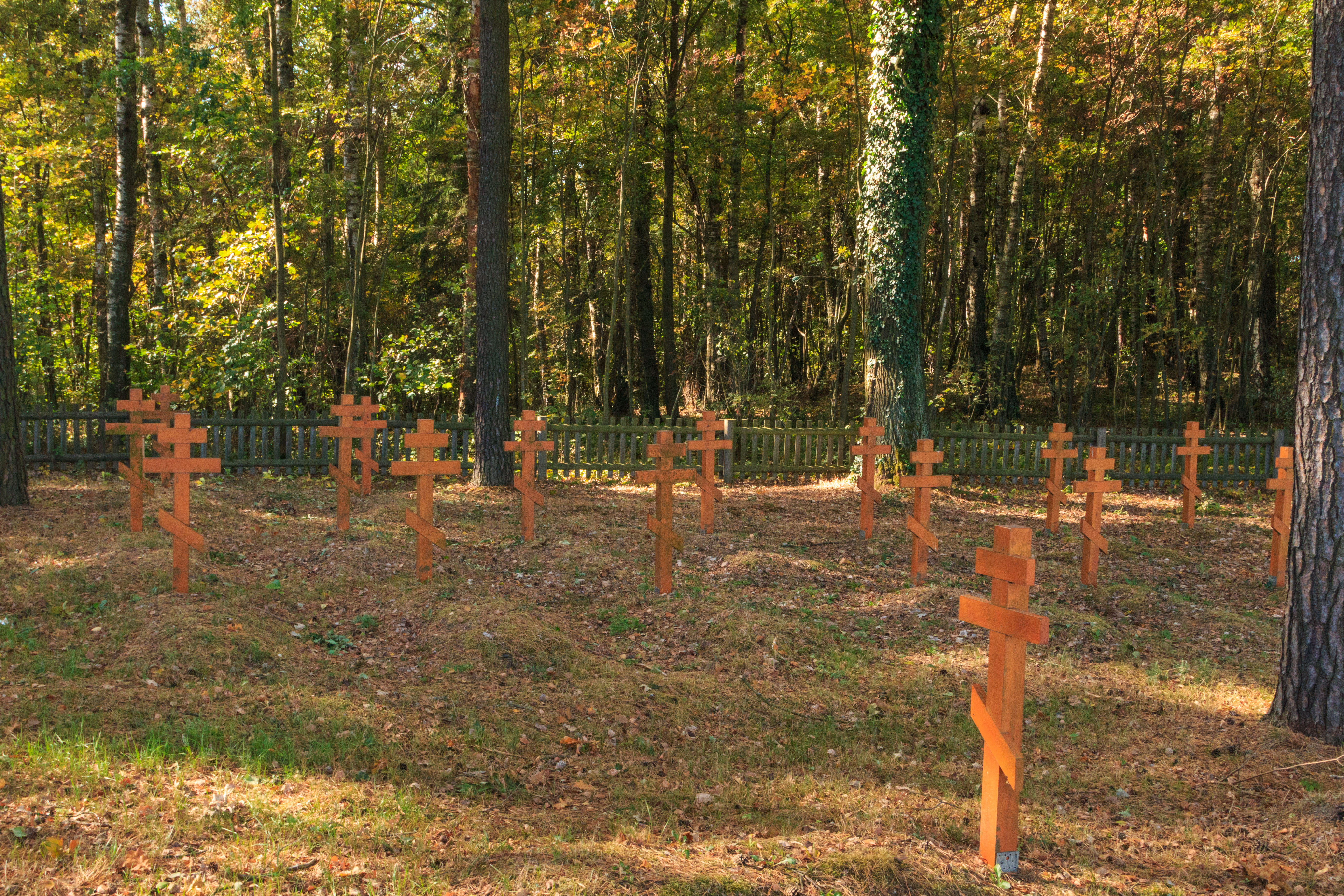
Vojenský hřbitov (Lada v Podještědí)